# صمغ كاوري

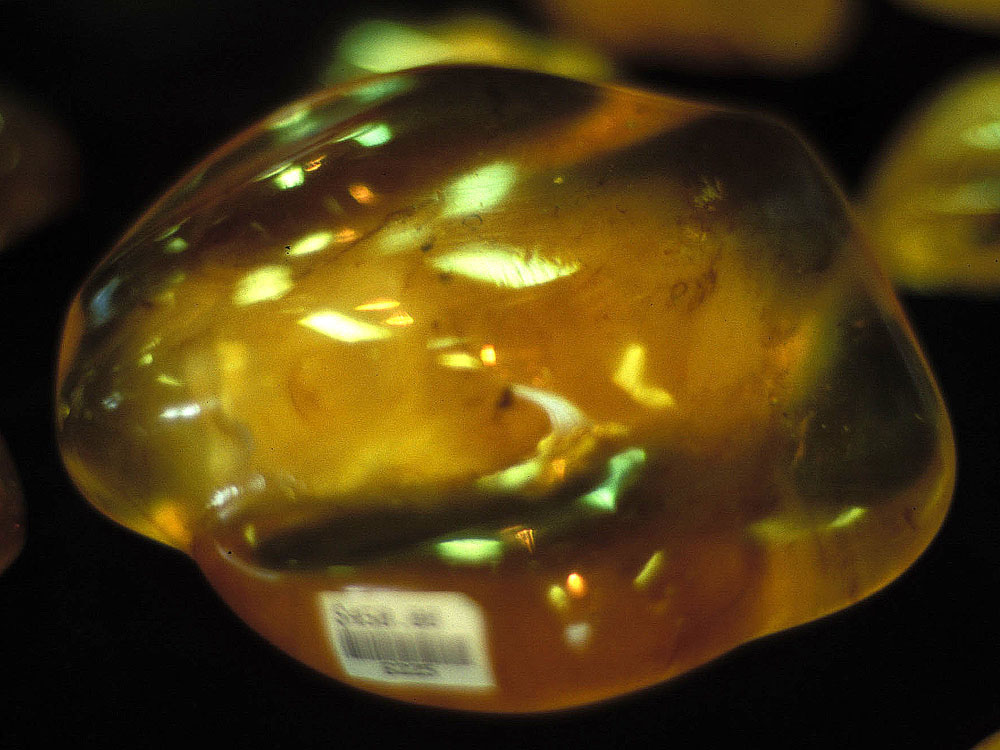

الصمغ الكاوري (بالإنجليزية: Kauri gum)‏، هو مادة راتنج أحفوري، يتم استخراجه من أشجار الأغاتس الأسترالية.استخدمه الماوريون لطلاء أوشامهم.كما يدخل في عدة صناعات. 